# Општина Радовану (Калараш)
Радовану (рум. Radovanu) општина је у Румунији у округу Калараш.
Oпштина се налази на надморској висини од 25 m.